# Mistshenkoana
Mistshenkoana är ett släkte av insekter. Mistshenkoana ingår i familjen syrsor.

## Dottertaxa tillMistshenkoana, i alfabetisk ordning[1]
- Mistshenkoana abbreviata
- Mistshenkoana anatom
- Mistshenkoana angustifrons
- Mistshenkoana anisyutkini
- Mistshenkoana aperta
- Mistshenkoana asymmetrica
- Mistshenkoana baduri
- Mistshenkoana belokobylskiji
- Mistshenkoana beybienkoi
- Mistshenkoana borneo
- Mistshenkoana buonluoi
- Mistshenkoana caudatus
- Mistshenkoana chopardi
- Mistshenkoana decora
- Mistshenkoana designata
- Mistshenkoana discreta
- Mistshenkoana erromango
- Mistshenkoana fijiensis
- Mistshenkoana gracilis
- Mistshenkoana hulu
- Mistshenkoana kisarani
- Mistshenkoana kolobagara
- Mistshenkoana kongtumensis
- Mistshenkoana kukum
- Mistshenkoana lata
- Mistshenkoana longa
- Mistshenkoana malakula
- Mistshenkoana nhachangi
- Mistshenkoana nigrifrons
- Mistshenkoana ornata
- Mistshenkoana ounua
- Mistshenkoana ouveus
- Mistshenkoana padangi
- Mistshenkoana pangrango
- Mistshenkoana pileata
- Mistshenkoana polyphemus
- Mistshenkoana propria
- Mistshenkoana proxima
- Mistshenkoana ralum
- Mistshenkoana rennell
- Mistshenkoana reticulata
- Mistshenkoana rufa
- Mistshenkoana sharovi
- Mistshenkoana solomonica
- Mistshenkoana sumbawae
- Mistshenkoana surda
- Mistshenkoana symmetrica
- Mistshenkoana tembelingi
- Mistshenkoana uniformis
- Mistshenkoana vanuatu
- Mistshenkoana weta
- Mistshenkoana vitiensis